# Carlos da Graça

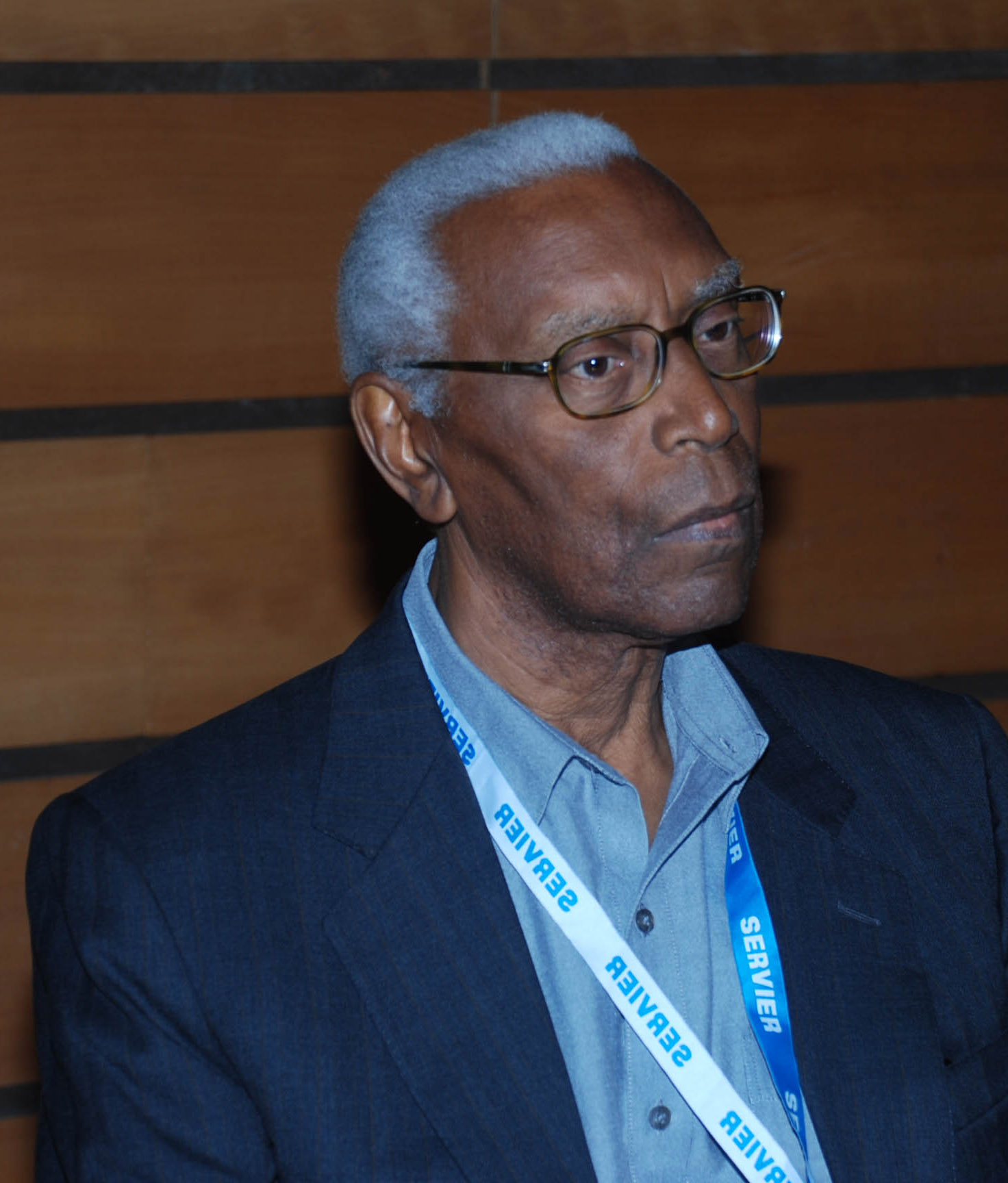
Carlos da Graça

Carlos Alberto Monteiro Dias da Graça (* 22. Dezember 1931; † 17. April 2013) war von 1994 bis 1995 Premierminister von São Tomé und Príncipe.

## Politische Laufbahn
Carlos Graça war von Beruf Arzt und gehörte der 1960 gegründeten Partei Movimento de Libertação de São Tomé e Príncipe (MLSTP) an, die nach 1975 bis zur Einführung der Demokratie 1990/1991 als Einheitspartei regierte. 1975 war er Mitglied der verfassunggebenden Versammlung. Nach der Unabhängigkeit des Inselstaats von Portugal wurde er Gesundheitsminister.
Nach seiner Entlassung ging er zunächst nach Gabun und unternahm er Anfang 1978 mit Söldnern einen Umsturzversuch, der scheiterte. Im März 1979 wurde er dafür in Abwesenheit zu 24 Jahren Gefängnis verurteilt. Im Zuge einer allgemeinen nationales Versöhnung wurde er 1985 amnestiert und konnte zurückkehren. Dabei trennte er sich von der Oppositionsgruppe FRNSTP, die er im Exil in Gabun geführt hatte.
Von 1988 bis 1990 war er Außenminister des Landes. Danach wurde er Generalsekretär der bisherigen Einheitspartei, die nun unter dem neuen Namen MLSTP-PSD firmierte. Bei den ersten freien Wahlen am 20. Januar 1991 musste seine Partei mit 30,5 % der Stimmen eine Niederlage hinnehmen. Zwischen 1988 und 1991 gehörte er dem Parlament an.
Am 25. Oktober 1994 wurde er nach dem Wahlsieg seiner Partei Premierminister. Ein Militärputsch unterbrach seine Amtszeit am 15. August 1995. Sechs Tage später wurde der Umsturzversuch durch Verhandlungen beendet. Da Graça trat am 31. Dezember 1995 zurück. Bei den Präsidentschaftswahlen vom 30. Juni 1996 erreichte er als unabhängiger Kandidat im ersten Wahlgang 5,4 % der Stimmen und schied aus.
Zuletzt (2005) war er wieder Parlamentsabgeordneter und vertritt die Organisation Forum Francophone des Affaires in seinem Land.